# Bevolking van de Dominicaanse Republiek
De bevolking van de Dominicaanse Republiek is verspreid over tientallen landen. De Dominicaanse Republiek ligt op het eiland Hispaniola, dat voor de komst van Columbus in 1492 werd bewoond door Ciboney en Taíno indianen. De schattingen over de hoeveelheid etnische bewoners lopen sterk uiteen van enkele honderdduizenden tot miljoenen, maar zijn als volk uitgestorven.

## De samenstelling
Met de komst van Columbus heeft, in het bijzonder door slavernij, een vermenging van Spaanse en Indiaanse bewoners plaatsgevonden. 
Na de komst van de Afrikaanse slaven vanaf 1502, is een vermenging van indianen, slaven en Spanjaarden ontstaan.  
De bevolking van de Dominicaanse Republiek bestaat daardoor uit een gemengd ras. 
Tegenwoordig is ca. 16% van de bevolking blank (vnl. Spaanse afkomst), 11% is zwart (afstammelingen van de slaven) en 73% bestaat uit Mulatten (van gemengd Afrikaans en Europees bloed)
De mulatto’s hebben gemengde voorouders uit Spanje en Afrika. De Dominicaanse Republiek is in het Caribisch gebied een van de weinige landen waar de bevolking niet overwegend een Afrikaanse oorsprong heeft. De reden hiervoor is dat het land als plantagekolonie niet zo belangrijk was, zodat er veel minder slaven uit Afrika nodig waren dan in andere landen zoals bijvoorbeeld Haïti.
In de loop der eeuwen hebben zich verschillende andere groepen in de Dominicaanse Republiek gevestigd.
Vanuit de Verenigde Staten arriveerde in de jaren twintig van de 19e eeuw een grote groep Afro-Amerikanen, die de slavernij en onderdrukking in eigen land ontvluchtten en zich voornamelijk vestigden op het schiereiland Samaná. Cubanen kwamen eveneens in de 19e eeuw naar de Republiek, maar ook na de revolutie van 1959.
Andere groepen zijn Duitsers, Chinezen ‘Chinos’, Japanners, Fransen, Libanezen ‘Turcos’, Italianen en seizoenarbeiders van de Britse eilanden in de buurt ‘cocolos’. Vlak voor de Tweede Wereldoorlog kwamen er, op initiatief van president Rafael Trujillo, een groep Duitse en Oostenrijkse joden naar de Dominicaanse Republiek. Ze gaven onder andere een impuls aan de veeteelt en de zuivelindustrie aan de Amberkust.

## Verspreiding
Er waren in 2010 ongeveer 15 miljoen Dominicanen, waarvan er 9.5 miljoen in de Dominicaanse Republiek wonen.

### Intern
De bevolking is vooral geconcentreerd in en rond de hoofdstad Santo Domingo de Guzmán en in de Cibao-vallei. In de hoofdstad woont op slechts 3% van de totale oppervlakte ca. 36% van de bevolking en Santo Domingo de Guzmán is daarmee, na de Cubaanse hoofdstad Havana, de grootste stad in het Caribisch gebied.
Er is een grote trek naar de steden; 62% van de bevolking woont dan ook in de steden. 
Jaarlijks komen er tussen de twee en drie miljoen toeristen (ca. 80.000 Nederlanders) naar de Dominicaanse Republiek. Bijna een kwart van hen zijn Dominicanen die tijdens vakanties naar hun eigen land terugkeren.

### Extern
Er is geschat dat ten minste een op de zes Dominicaanse huishoudens een lid heeft die het land hebben verlaten, ook illegaal. Het onderzoek toont aan dat er in de afgelopen vier decennia meer dan 275.000 huishoudens zijn met gemigreerde leden.
Veel met name goed opgeleide Dominicanen emigreren naar de Verenigde Staten en Venezuela (ca. 20.000 per jaar). Naar schatting hebben in totaal ca. 1,5 miljoen Dominicanen hier een bestaan opgebouwd. Zo zijn er in verschillende Amerikaanse steden hele Dominicaanse buurten ontstaan. In New York wonen ca. 800.000 Dominicanen, waarvan ongeveer 300.000 illegalen. Ook in Miami is een grote populatie Dominicanen.
De voormalige Dominicaanse consul in New York, Bienvenido Perez, zei recent dat meer dan 470.000 Dominicanen een Amerikaanse burgerschap hebben verkregen.
13,4 procent van de Dominicaanse migranten bevindt zich in Puerto Rico. Andere landen die in belangrijke mate door emigranten worden gekozen zijn: Spanje, Italië, Zwitserland, Venezuela, Duitsland, Curaçao, Haïti, Panama, Sint Maarten, Aruba en Nederland.

## Bevolkingsopbouw
De jaarlijkse bevolkingstoename bedraagt ca. 1%. Meer dan de helft van de bevolking is jonger dan 20 jaar. De levensverwachting bij geboorte bedraagt 66,5 jaar voor mannen en 69,5 jaar voor vrouwen.
|           | Totaal    | Mannen    | Vrouwen   |
| --------- | --------- | --------- | --------- |
| Totaal    | 9.445.281 | 4.739.038 | 4.706.243 |
| Stedelijk | 7.023.949 | 3.455.074 | 3.568.875 |
| Landelijk | 2.421.332 | 1.283.964 | 1.137.368 |

| Leeftijd | Totaal    | 0-9       | 10-17     | 18-24     | 25-34     | 35-64     | 65-más  |
| -------- | --------- | --------- | --------- | --------- | --------- | --------- | ------- |
| Aantal   | 9.445.281 | 1.835.166 | 1.567.644 | 1.266.274 | 1.479.305 | 2.709.758 | 587.134 |

## Taal
De Dominicanen spreken Dominicaans-Spaans. Dit Spaans werd door Columbus vanaf 1492 geïntroduceerd in de nieuwe wereld.
Er zijn in de loop der tijd belangrijke verschillen ontstaan tussen het huidige Spaanse Spaans en het Dominicaanse Spaans. Het Dominicaanse alfabet heeft 28 letters, één letter meer dan in Spanje.  